# クリアレイズ
株式会社クリアレイズ（英: clear0s）は、愛知県名古屋市千種区に本社を置く芸能事務所。

## 概要
2007年（平成19年）に、同社の取締役も務める俳優の多田木亮佑が中心となり事務所を設立。所属タレントは多田木が主催する劇団少年ボーイズ所属者をはじめ、劇団の元メンバーやフリーアナウンサー、落語家なども所属する。

## 所属タレント
- 多田木亮佑[2]
- 中内こもる[2]
- 覚前遥[2]
- 櫻井則夫[2]
- 坂田啓子[2]
- 関口きよみ[2]

### 所属アナウンサー
- 桐生順子[2]

### かつて所属していたタレント・アナウンサー
- 水嶋千詠（現在はグリーンメディア所属）
- 磯部悦子
- 柏田ユウリ
- 登龍亭獅篭
- 登龍亭福三
- 今井正徳
- 伊藤みづめ
- 安藤絵美
- 永聖ゆう
- 藤夏ゆかり
- なかむらゆすら
- 猫島みゃ～
- 矢野きょう子
- 橘あずさ
- 玉木きよし
- 青柳緑
- 前田ふみこ
- 三宅ポスト
- 毛利美都子